# My Oh My
My Oh My ist ein Lied der britischen Rockband Slade, das im November 1983 als zweite Single aus dem Album The Amazing Kamikaze Syndrome und 1984 als zweite Single aus dem US-Pendant des Albums Keep Your Hands Off My Power Supply veröffentlicht wurde. Der Song wurde von Leadsänger Noddy Holder und Bassist Jim Lea geschrieben.

## Hintergrund
Die Idee für die Melodie von My Oh My kam Lea, als sich die Band vor einem Konzert in Wales in der Garderobe befand. Er hörte, wie Holder und Gitarrist Dave Hill sich einstimmten. Lea erinnerte sich später: „Es erinnerte mich an Dudelsäcke. Ich schrieb die Melodie in meinem Kopf zum Dröhnen der Saiten.“
In einem Interview von 1987 kürte Hill My Oh My zu seiner Lieblingssingle von Slade: „Obwohl ich My Oh My nicht mochte, als ich es zum ersten Mal hörte, entdeckte ich, als ich anfing, darauf zu spielen und es zu promoten, eine gewisse Magie und verborgene Kraft darin.“
Nachdem Slades Label RCA Records 1982 einen Großteil von The Amazing Kamikaze Syndrome aufgenommen hatte, war es der Meinung, dass das Album kein Chartspotenzial hatte. Um dies zu ändern, schlug RCA der Band vor, mit dem Produzenten John Punter zusammenzuarbeiten. Holder und Lea schrieben daraufhin zwei Songs und nahmen sie auf: My Oh My und Run Runaway. Beide wurden von RCA mit Begeisterung aufgenommen und Punter wurde für die Arbeit an den beiden Stücken engagiert.

## Besetzung
- Dave Hill – Begleitgesang, Gitarre
- Noddy Holder – Gesang, Gitarre, Komponist, Liedtexter
- Jim Lea – Bass, Begleitgesang, Komponist, Liedtexter, Orgel
- Don Powell – Schlagzeug

## Rezeption

### Rezensionen
In einer Rezension von The Amazing Kamikaze Syndrome beschrieb der Record Mirror den Song als „das Beste, was sie seit Jahren gemacht haben“. In Smash Hits rezensierte Jools Holland die Single mit der Bemerkung, sie klinge wie eine „verlangsamte Version von She’ll Be Coming Round the Mountain mit einer Fußballmannschaft, die am Ende singt“. Cashbox listete die Single im Juli 1984 als einen ihrer „Feature Picks“. Sie betonten den Schwerpunkt des Songs auf die Melodie, Holders „gefühlvolle Leadstimme“ und das Klavierintro, das „in Slades klassischen Power-Rock-Sound überleitet“.

### Chartplatzierungen
My Oh My erreichte Platz zwei der britischen Singlechart, führte die Charts in Norwegen und Schweden an und erreichte Platz 37 der US-amerikanischen Billboard Hot 100.
| ChartsChartplatzierungen       | Höchstplatzierung | Wochen/ Monate |
| ------------------------------ | ----------------- | -------------- |
| Deutschland (GfK)              | 4 (18 Wo.)        | 18 Wo.         |
| Österreich (Ö3)                | 5 (2½ Mt.)        | 2½ Mt.         |
| Schweiz (IFPI)                 | 2 (13 Wo.)        | 13 Wo.         |
| Vereinigte Staaten (Billboard) | 37 (11 Wo.)       | 11 Wo.         |
| Vereinigtes Königreich (OCC)   | 2 (12 Wo.)        | 12 Wo.         |

| ChartsJahrescharts (1983)    | Platzierung |
| ---------------------------- | ----------- |
| Vereinigtes Königreich (OCC) | 30          |

| ChartsJahrescharts (1984) | Platzierung |
| ------------------------- | ----------- |
| Deutschland (GfK)         | 28          |
| Schweiz (IFPI)            | 18          |

### Auszeichnungen für Musikverkäufe
| Land/Region                  | Auszeichnungen für Musikverkäufe (Land/Region, Auszeichnung, Verkäufe) | Verkäufe |
| ---------------------------- | ---------------------------------------------------------------------- | -------- |
| Vereinigtes Königreich (BPI) | Gold                                                                   | 500.000  |
| Insgesamt                    | 1× Gold ·                                                              | 500.000  |